# Barmouth
Barmouth (walesiska: Abermaw eller Bermo) är en ort och community i Storbritannien.   Den ligger i kommunen Gwynedd och riksdelen Wales, i den södra delen av landet, 300 km väster om huvudstaden London. 

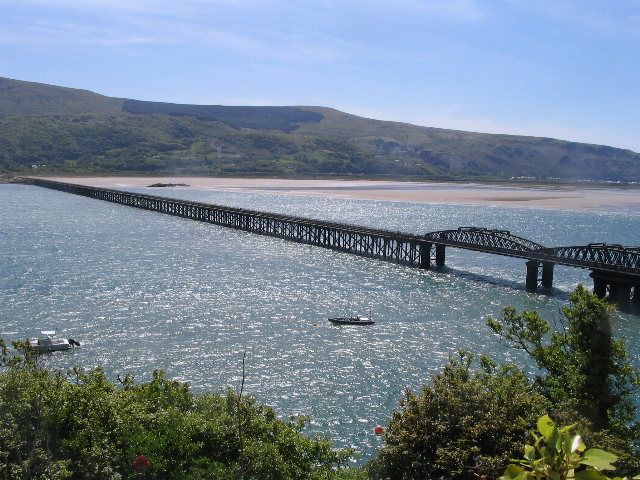
Järnvägsbron söder om Barmouth